# تشارلز أ. مون الثالث
تشارلز أ. مون الثالث (بالإنجليزية: Charles A. Munn III)‏ هو عالم حيوانات ورائد أعمال وعالم طيور أمريكي، ولد في 3 ديسمبر 1954 في بالتيمور في الولايات المتحدة.